# Тюнтюль
Тюнтюль (азерб. Tüntül) — село в Габалинском районе Азербайджана. 
Уроженцы села: Интигам Атакишиев — Национальный Герой Азербайджана и Сахавет Бахышов — Герой Отечественной войны.

## География
Село расположено в Алазань-Хафтаранской долине, на реке Тюнтюльчай, в 10 км к югу от города Габала. В местности, где находится Тюнтюль, нередки сильные сели.

## История
«Камералное описание жителей города Нухи и Шекинской провинции за 1824 год» сообщает о том, что жители Тюнтюль — «ранджбары» (особая категория крепостных крестьян), выходцы из различных ханств за исключением двух.
Во время Карабахской войны девять уроженцев села стали шахидами.

## Население
По данным «Кавказского календаря» на 1856 год в селе Тюнтюлъ Куткашинского магала проживали «татары»-сунниты (азербайджанцы), язык «татарский» (азербайджанский).
По Азербайджанской сельскохозяйственной переписи 1921 года село Тюнтюль Султан-Нухинского сельского общества Нухинского уезда Азербайджанской ССР населяли 665 человек (181 хозяйство, 346 мужчин/319 женщин), по национальности тюрки-азербайджанцы.
По материалам издания «Административное деление АССР», подготовленного в 1933 году Управлением народно-хозяйственного учёта АССР (АзНХУ), по состоянию на 1 января 1933 года Тюнтюли входил в Зараганский сельсовет Куткашенского района Азербайджанской ССР. В селе насчитывалось 746 жителей (142 хозяйства), 432 мужчины и 314 женщин. Весь сельсовет состоял из сёл (Айдынкышлаг, Дашлыджа, Енгиджа, Зараган). Национальный состав — 99,2 % тюрки (азербайджанцы).
Согласно данным на 1985 год население села составляло 1794 человека. Были развиты зерноводство, табаководство, животноводство, шелководство, садоводство.

## Образование
В селе расположены средняя общеобразовательная школа, детский сад.